# 1.ª División de Infantería (Francia Libre)
La 1.ª División de Infantería de la Francia Libre fue la principal unidad militar de las Fuerzas Francesas Libres durante la Segunda Guerra Mundial, participando en combates en las Campañas africanas en la Segunda Guerra Mundial, en la Campaña en África del Norte y en el Frente de Europa Occidental.

## Historial
La 1.ª División de la Francia Libre fue creada oficialmente el 1 de febrero de 1943, para ser disuelta como unidad militar el 15 de agosto de 1945, aunque para los veteranos de la unidad el historial de esta división de infantería se inicia en el verano de 1940, cuando con el nombre de Cuerpo Expedicionario de la Francia Libre, participa en el intento de desembarco en Dakar (batalla de Dakar) en septiembre de 1940, y posteriormente en el avance sobre Gabón (Batalla del Gabón) en octubre y noviembre del mismo año, cuyo resultado fue la unión de esa colonia francesa a la Francia Libre.
Transformada en Brigada Francesa Libre de Oriente, y puesta al mando del coronel Raoul Magrin-Vernerey (alias Monclar), participa en la campaña de Eritrea, obteniendo victorias en Kub Kube, el 20 de febrero de 1941, en la batalla de Keren y en Massawa el 8 de abril del mismo año.
Con el nombre de 1.ª División Ligera de la Francia Libre, y bajo el mando del general Paul Legentilhomme entra en el territorio francés de Siria en junio de 1941 (campaña de Siria) y combate junto a las tropas británicas contra las tropas francesas que siguen fieles a la Francia de Vichy. La división entra victoriosa en Damasco, la capital del territorio, el 21 de junio de 1941.
Aunque la división es disuelta tras esta campaña, renace bajo la forma de dos brigadas de la Francia Libre independientes entre ellas. La 1.ª Brigada de la Francia Libre, que estaba bajo el mando del general Marie Pierre Koenig, tuvo una destacada participación en la Batalla de Bir Hakeim entre el 26 de mayo y el 11 de junio de 1942.
Las dos brigadas, junto con la llamada Free French Flying Column, formaron las Fuerzas Francesas del Desierto Occidental, encuadradas en el VIII Ejército británico, y la 1.ª Brigada tomó parte en la Segunda batalla de El Alamein en octubre de 1942, en la que también participó la 2.ª Brigada, aun cuando esta última jugó en la batalla un papel mucho más modesto.
Las dos brigadas antes citadas, además de una tercera brigada llegada desde Yibuti, quedaron agrupadas el 1 de febrero de 1943 en la 1.ª División de la Francia Libre que, bajo el mando del general Edgard de Larminat, tomó parte en las últimas etapas de la campaña de Túnez, en Takruna, en mayo de 1943.
Desde junio de 1943, puesto que seguían existiendo diferenciaciones entre los ejércitos procedentes de la Francia Libre, que habían hecho toda la guerra combatiendo contra los alemanes, y los ejércitos franceses del norte de África que habían sido fieles al mariscal Philippe Pétain y al régimen de la Francia de Vichy, son muy numerosos los desertores del Ejército de África que afluyen para alistarse en la 1.ª División de la Francia Libre, al igual que sucede con otras muchas unidades de la Francia Libre. Presumiblemente para cortar la sangría que se produce en el ejército exvichysista, la división es enviada al desierto de Libia durante dos meses y medio, a petición del general Henri Giraud, jefe de los antaño partidarios de Pétain. Exactamente la misma suerte corrió la 2.ª División Blindada de la Francia Libre del general Philippe Leclerc de Hauteclocque (alias general Leclerc).
Tras la definitiva reunificación de ambos ejércitos franceses, el 1 de agosto de 1943, la unidad pasa a ser oficialmente denominada como 1.ª División Motorizada de Infantería y posteriormente 1.ª División de Marcha de Infantería (1e DMI). No obstante, para los hombres que componen la unidad, así como para la mayor parte de la literatura especializada, la unidad sigue siendo conocida como 1.ª DFL o 1.ª División de la Francia Libre.
Puesta bajo el mando del general Diego Brosset, la unidad queda integrada en el Cuerpo Expedicionario Francés, participando así en la campaña de Italia en la primavera de 1944.
Integrada en el 1.er Ejército francés, la división participa en el desembarco en Provenza el 15 de agosto de 1944 para remontar el valle del río Ródano y girar a la derecha hacia la frontera alemana, llegando rápidamente a los Vosgos, donde muere accidentalmente el general Brosset el 20 de noviembre de 1944. El general Pierre Garbay, que le sucede en el mando, conduce a la división en la campaña de Alsacia, donde la unidad juega, en enero de 1945, un papel decisivo en la defensa de la ciudad alsaciana de Estrasburgo, para continuar con los combates en la bolsa de Colmar, avanzando luego en dirección al llamado reducto alpino alemán, zona en la que se encuentra en mayo de 1945 cuando tiene lugar la rendición incondicional alemana.
Un total de cuarenta y ocho cementerios, en los que se encuentran sepultados 4000 soldados de la división (parte de ellos exiliados españoles, antiguos miembros del Ejército republicano), jalonan el camino seguido por la división desde su fundación hasta el final de la guerra. Ocho de las unidades componentes de la división fueron nombradas Compagnons de la Libération (o Compañeros de la Liberación). Cuatro de los muertos de la unidad, en representación de los combatientes en uniforme, descansan en el Mémorial de la France combattante en el Mont Valérien, bajo el siguiente epitafio: "Estamos aquí para testimoniar ante la Historia que entre 1939 y 1945 sus hijos lucharon para que Francia viviese libre".

## Unidades que pertenecieron a la 1ª DFL

### Unidades de combate
- 1º Regimiento de Fusileros Marinos [1]
- 1ª Compañía de Carros de Combate (posteriormente 501º RCC en la 2ª DB) [1]
- 1.er Regimiento de Marcha de Spahis Marroquíes [1]
- 11.º Regimiento de Coraceros
- 1.er Regimiento de Artillería de Marina [1]
- 21.er Grupo de las Antillas de DCA
- 1.er Batallón de Ingenieros
- 13.ª Media Brigada de la Legión Extranjera [1]
- 22.º Batallón Norteafricano
- 1.er Batallón de Marcha
- 2.º Batallón de Marcha [1]
- 3.er Batallón de Marcha
- 4.º Batallón de Marcha
- 5.º Batallón de Marcha
- 11.º Batallón de Marcha
- Batallón de Infantería de Marina del Pacífico [1]
- 21.er Batallón de Marcha
- 24.º Batallón de Marcha
- 4.ª Compañía de Antitanques

Las unidades señaladas [1] son las que han recibido la distinción de Compagnon de la Libération.

### Unidades orgánicas
- 50.ª Compañía de Cuartel General (y 51, 52)
- 101.ª Compañía Automovilística (y 102, 103, 105)
- 1º Batallón de Transmisiones
- 9.ª Compañía de Reparación Divisionaria (y talleres pesados 1, 2 y 3)
- 1º Destacamento de Circulación
- Policía Militar
- Intendencia divisionaria
- Ambulancia Hadfiels Spears
- Ambulancia quirúrgica ligera